# Садківці (Могилів-Подільський район)
Са́дківці — село в Україні, у Могилів-Подільській міській громаді Могилів-Подільського району Вінницької області. Населення становить 462 особи. До 2020 орган місцевого самоврядування — Суботівська сільська рада..

## Географія
Село розташоване на лівому березі річки Дністер у прикордонній зоні з Молдовою. У 2010 році село разом з околицями увійшло до складу Регіонального ландшафтного парку «Дністер»

## Історія
У кінці ХІХ — на поч. XX ст. село належало князям Вітгенштейнам та служило хлібно пристанню, де зупинялись баржі з хлібом та плоти. Населення на той час становило близько 1000 осіб, що займались переважно землеробством, а також виноградарством та ремеслами.
У 1865 році на місці старої трикупольної дерев'яної церкви на державні кошти побудовано кам'яний однокупольний храм Різдва Пресвятої Богородиці та кам'яну дзвіницю. Він мав триярусний іконостас із гарним живописом. Діяла церковноприходська школа. Сьогодні церква перебуває в аварійному стані. Діючий храм знаходиться у відремонтованому приміщенні старої дзвіниці. Збереглися кам'яні хрести та плити на території церкви.
7 (20) листопада 1917 року, відповідно до Третього Універсалу Української Центральної Ради, увійшло до складу Української Народної Республіки.
У роки Другої світової війни із Садківців 19 березня 1944 року 78-ю стрілецькою дивізією розпочалося форсування Дністра, у селі встановлено пам'ятний знак. Також у Садківцях є пам'ятник 112 воїнам-односельчанам, загиблим на фронтах війни.
12 червня 2020 року, відповідно до Розпорядження Кабінету Міністрів України № 707-р «Про визначення адміністративних центрів та затвердження територій територіальних громад Вінницької області», увійшло до складу Могилів-Подільської міської громади.
19 липня 2020 року, в результаті адміністративно-територіальної реформи та ліквідації Могилів-Подільського району (1923 — 2020), село увійшло до складу новоутвореного Могилів-Подільського району.

## Галерея

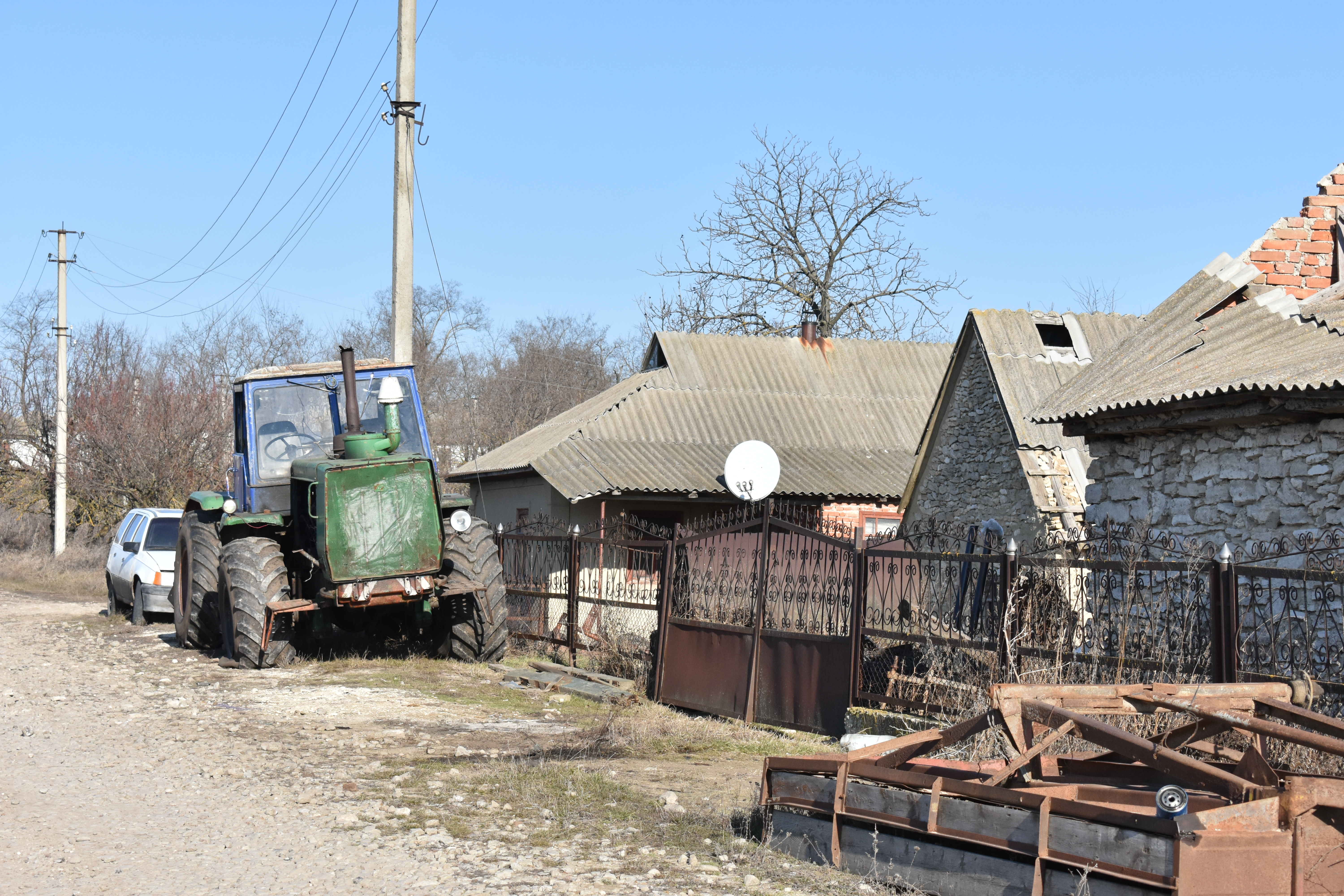
Вулиця
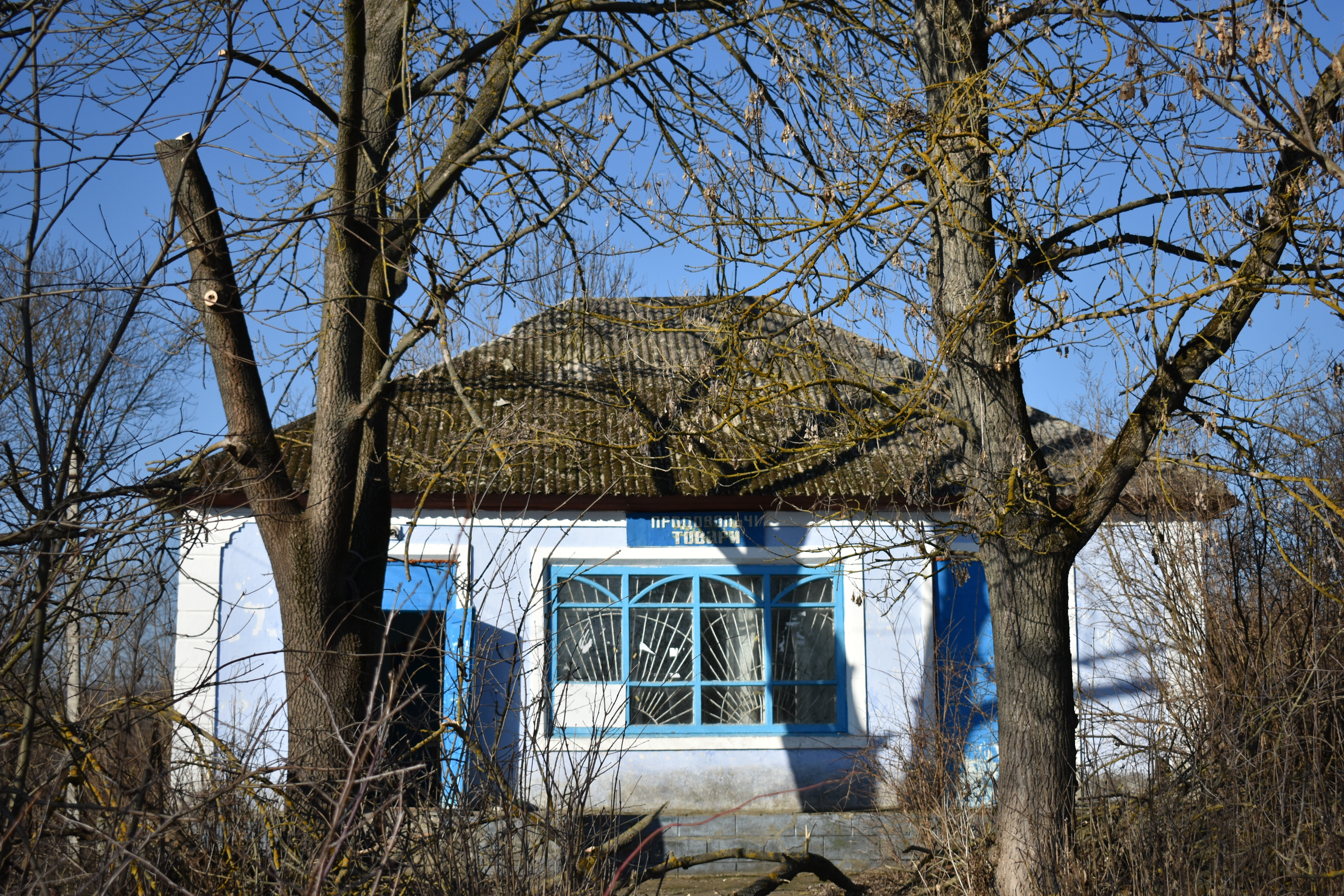
Магазин
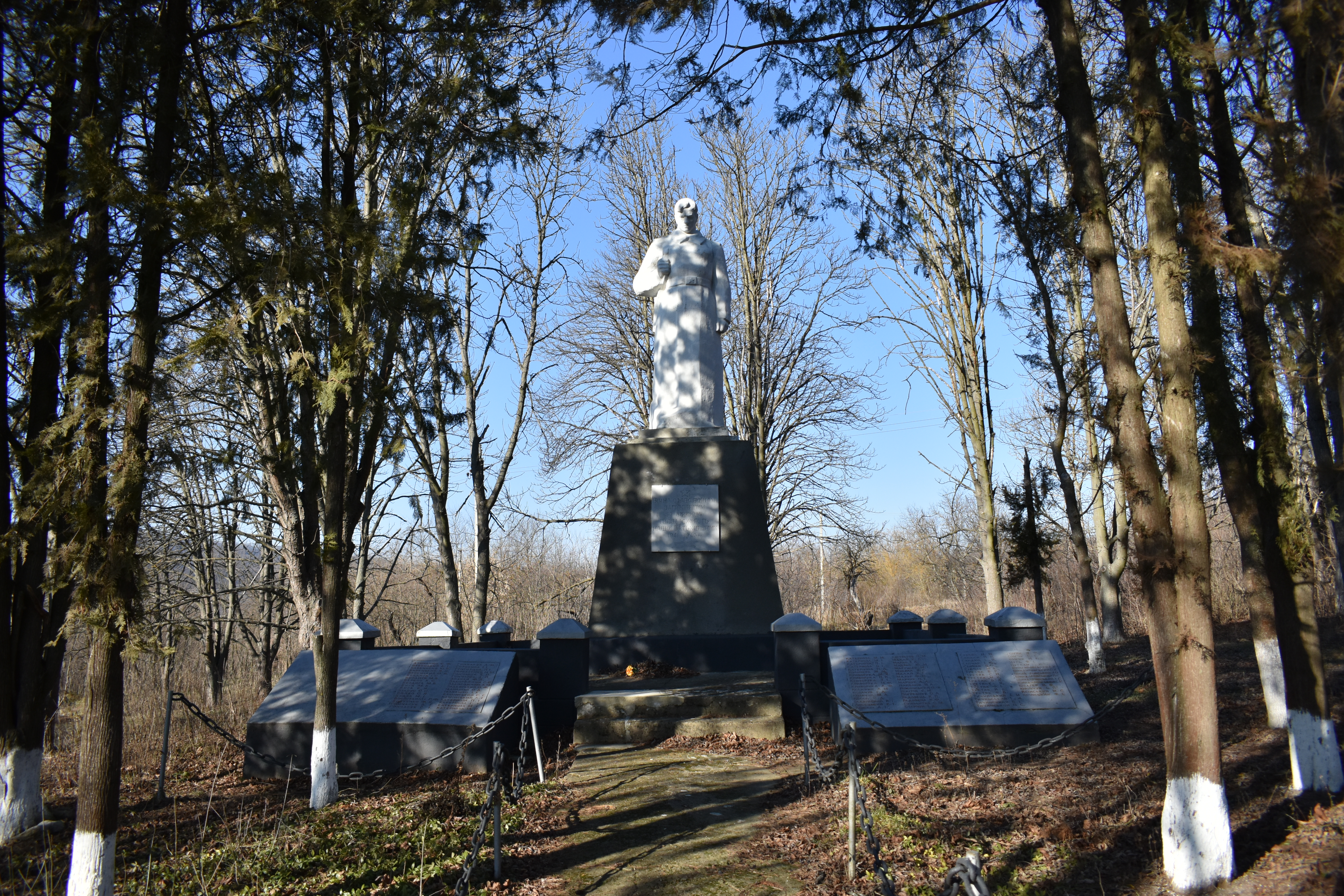
Пам'ятник
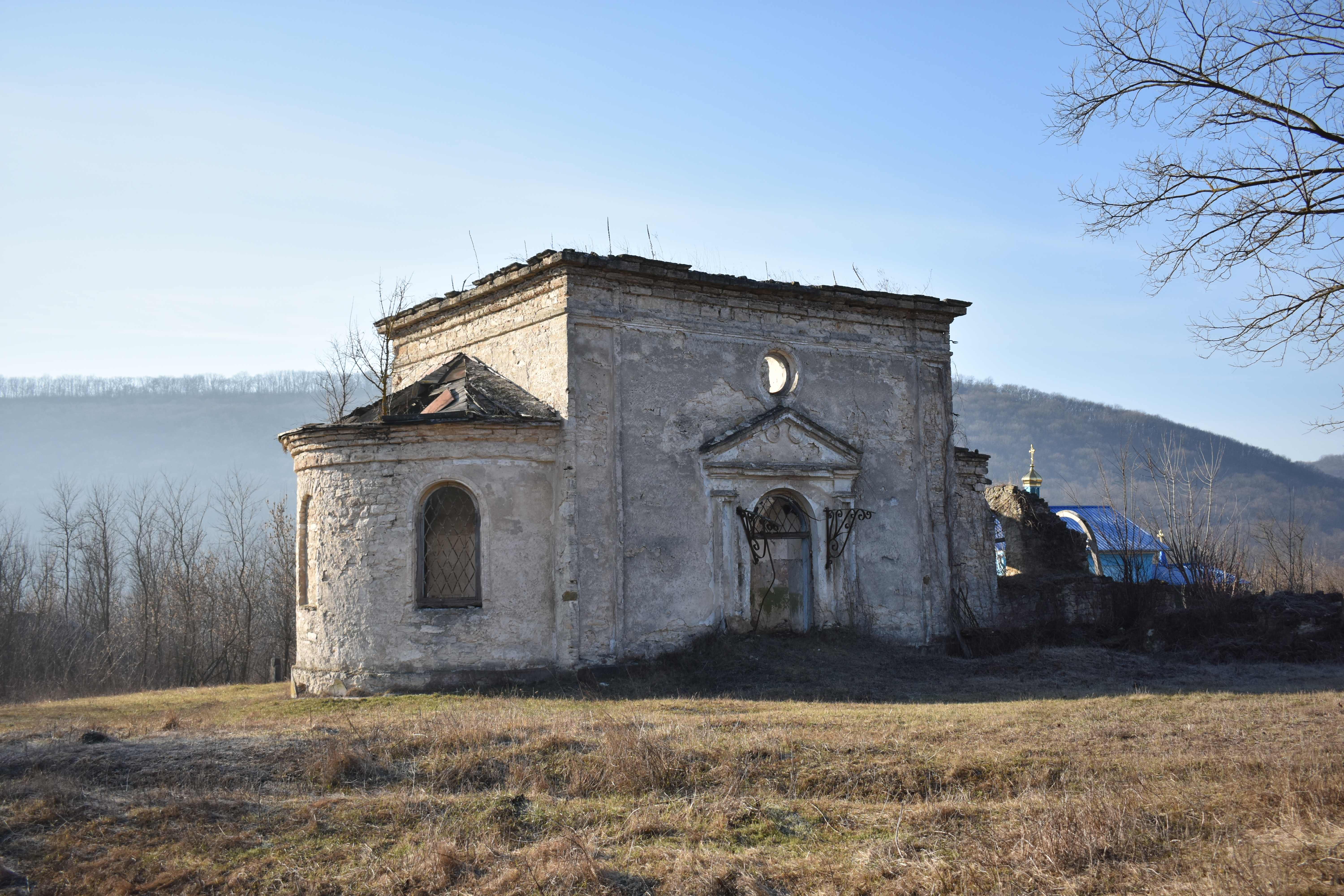
Стара церква
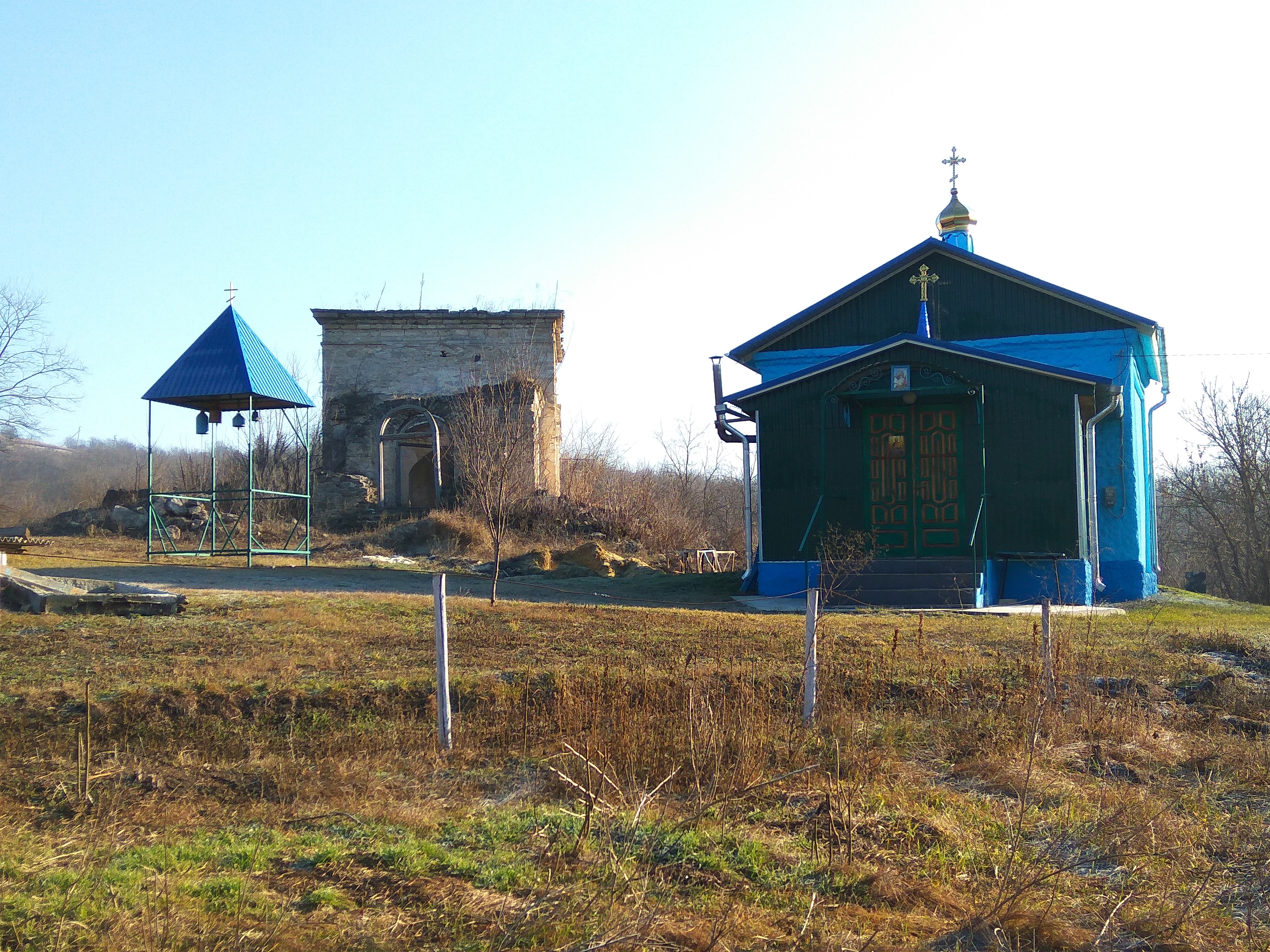
Нова церква та руїни старої церкви
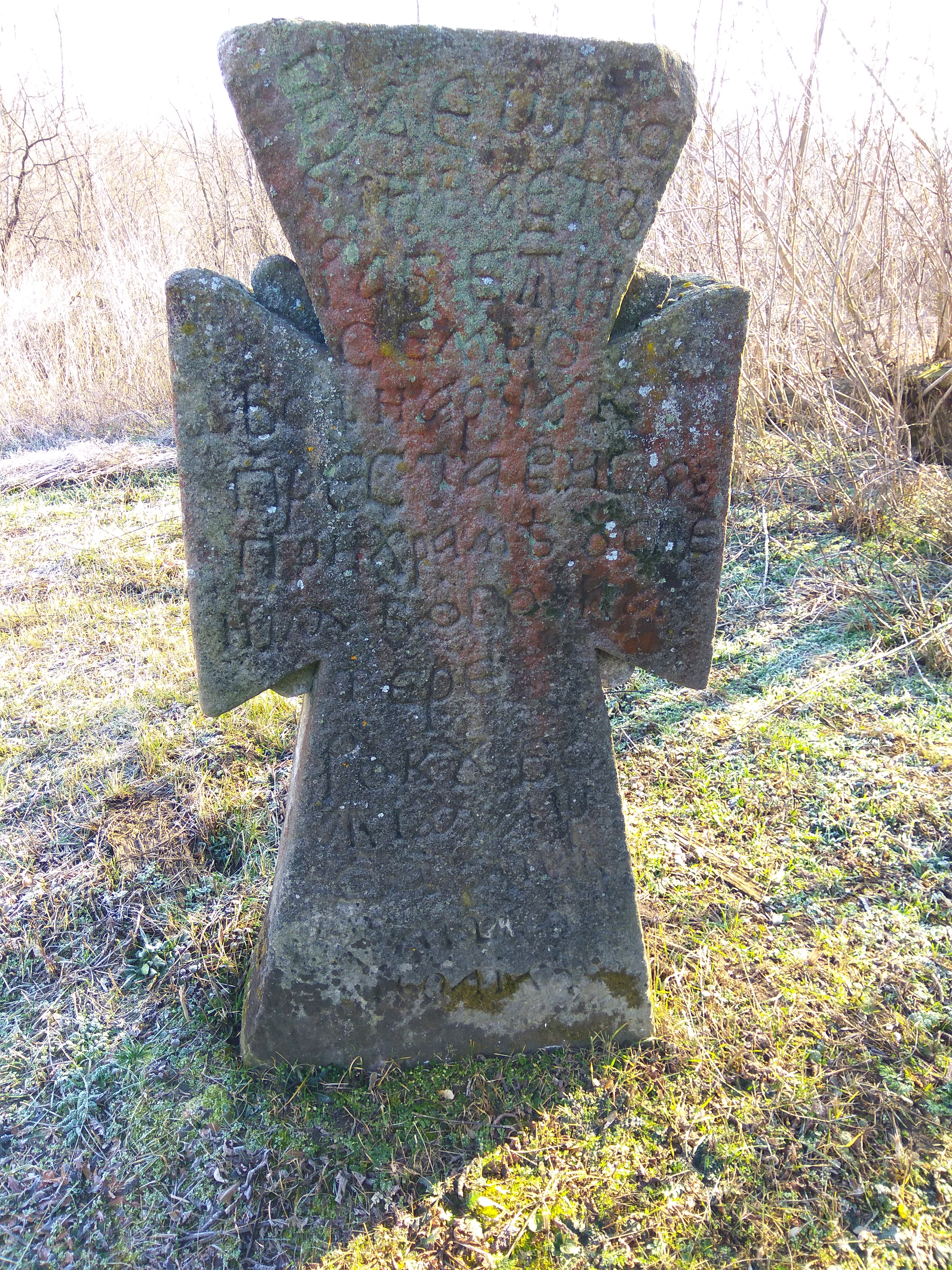
Один із старих кам'яних хрестів на території церкви
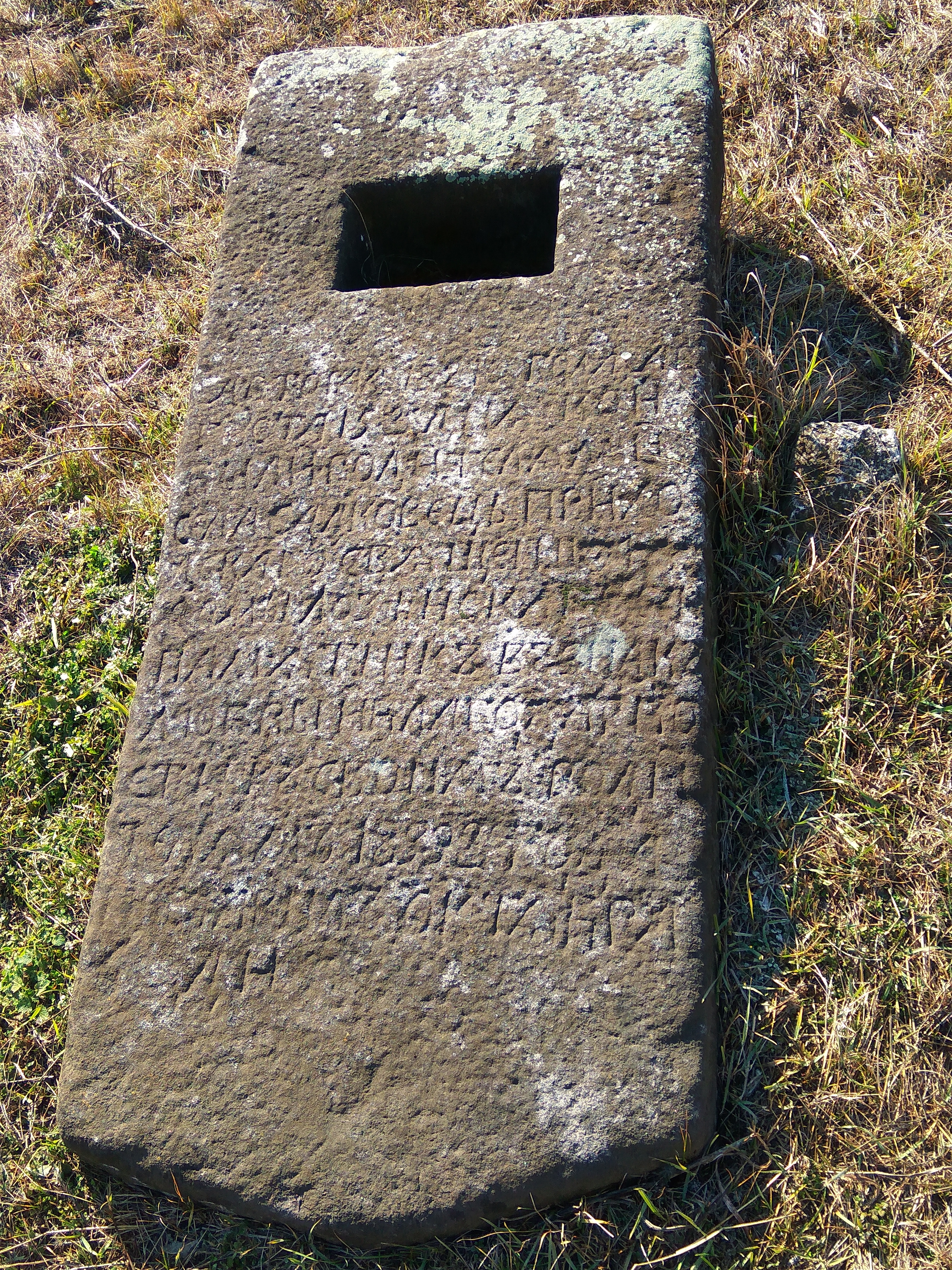
Старовинна кам'яна плита на території церкви
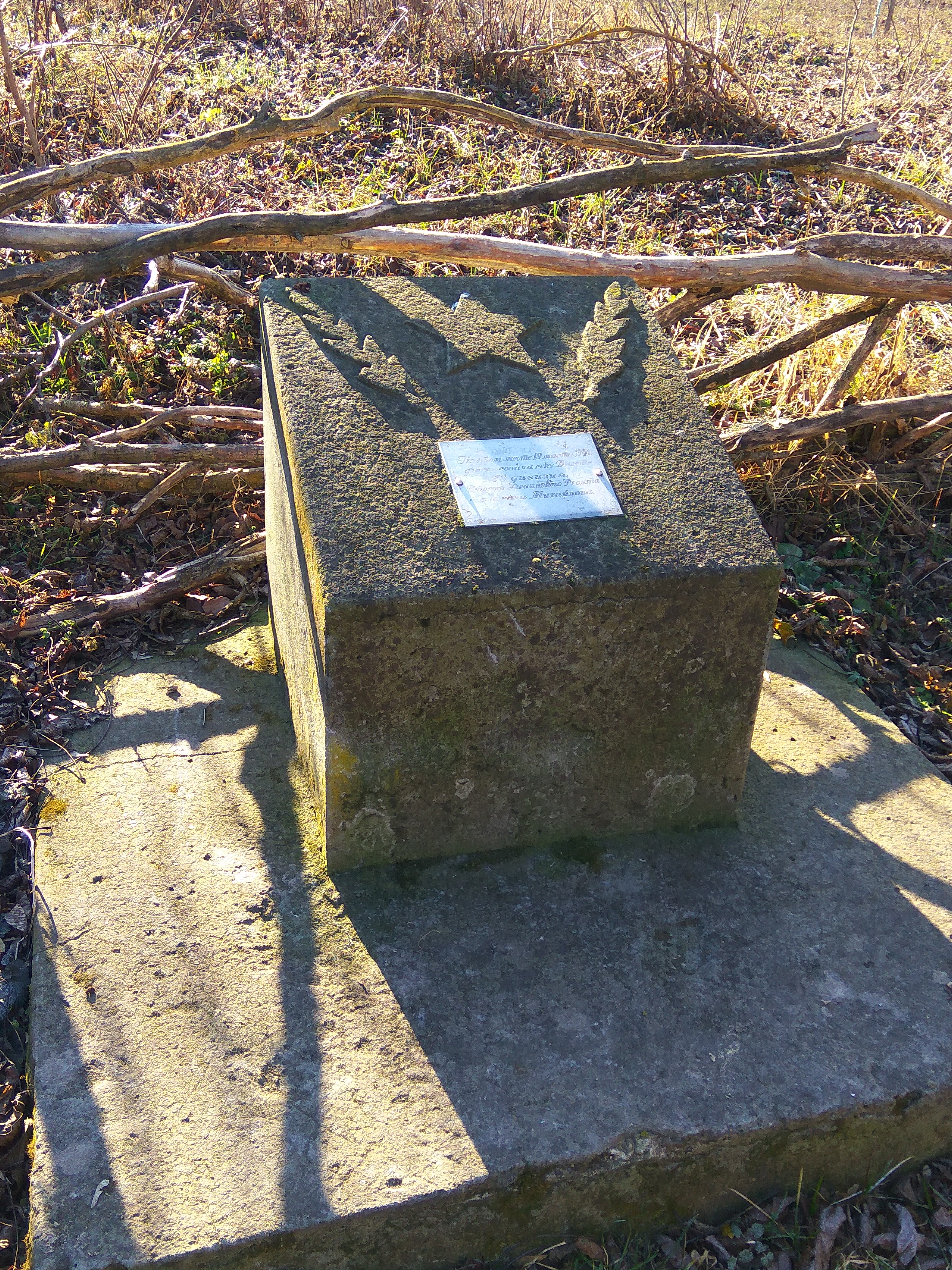
Місце початку форсування Дністра 78-ю дивізією
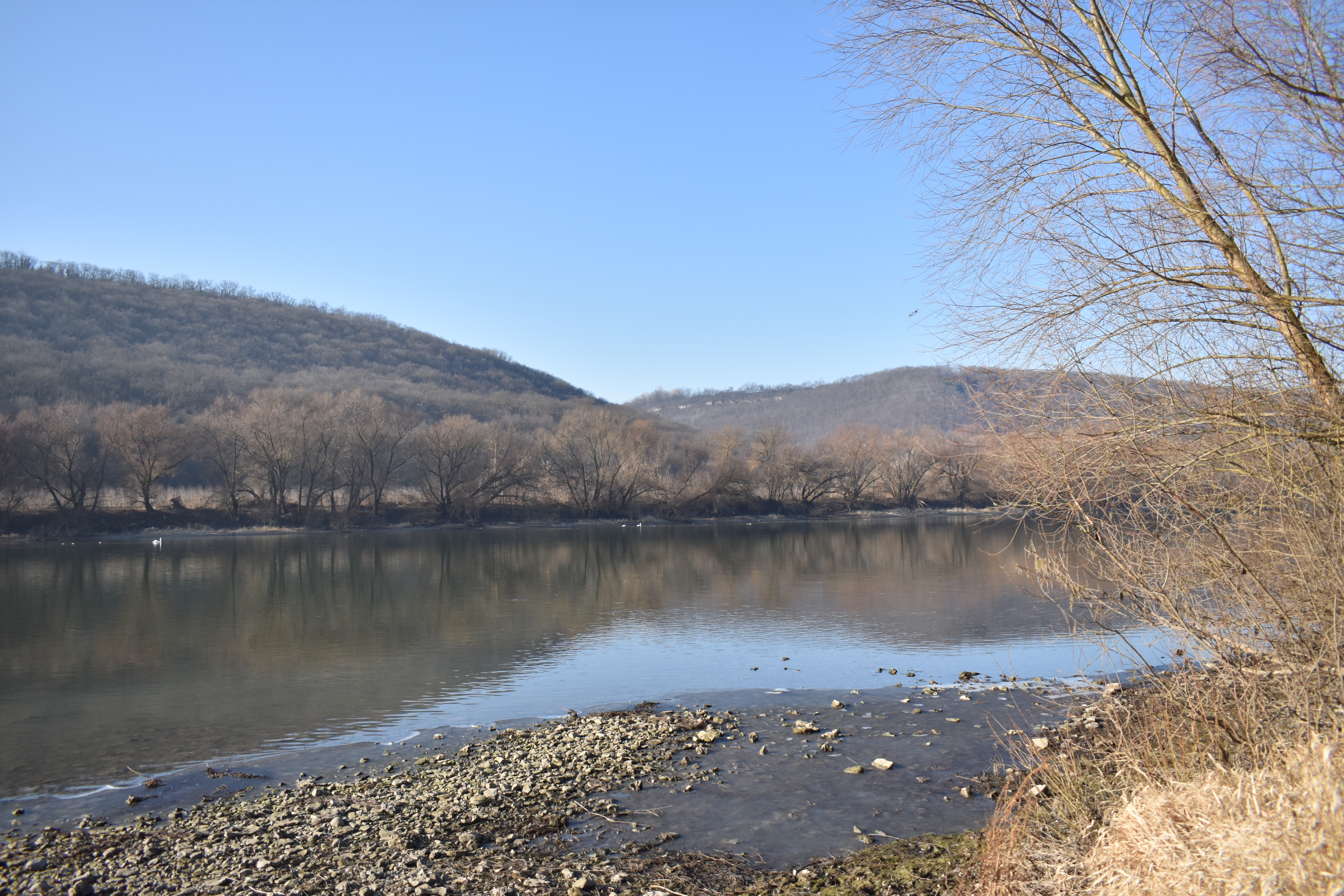
Дністер у районі села
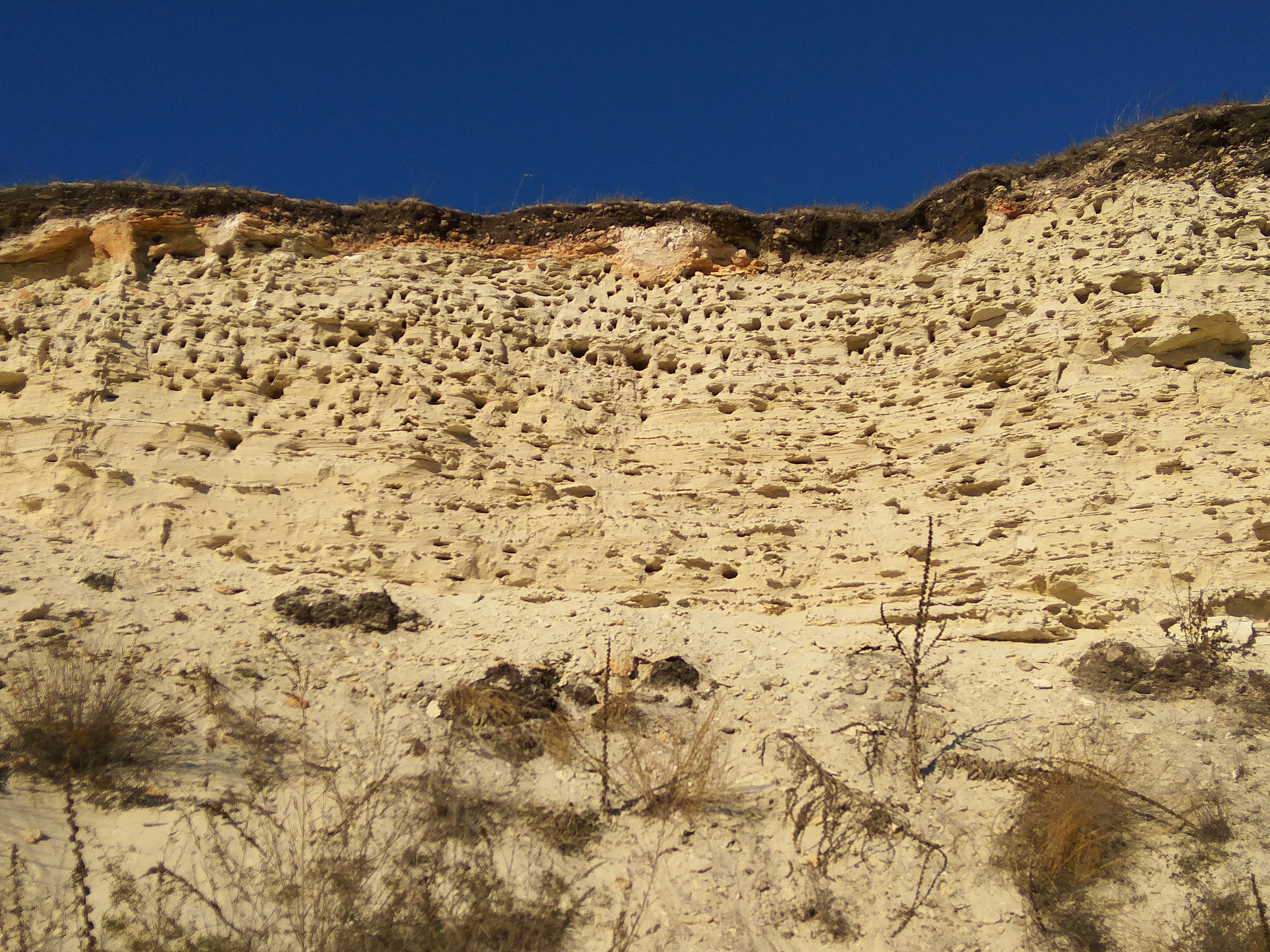
Порода
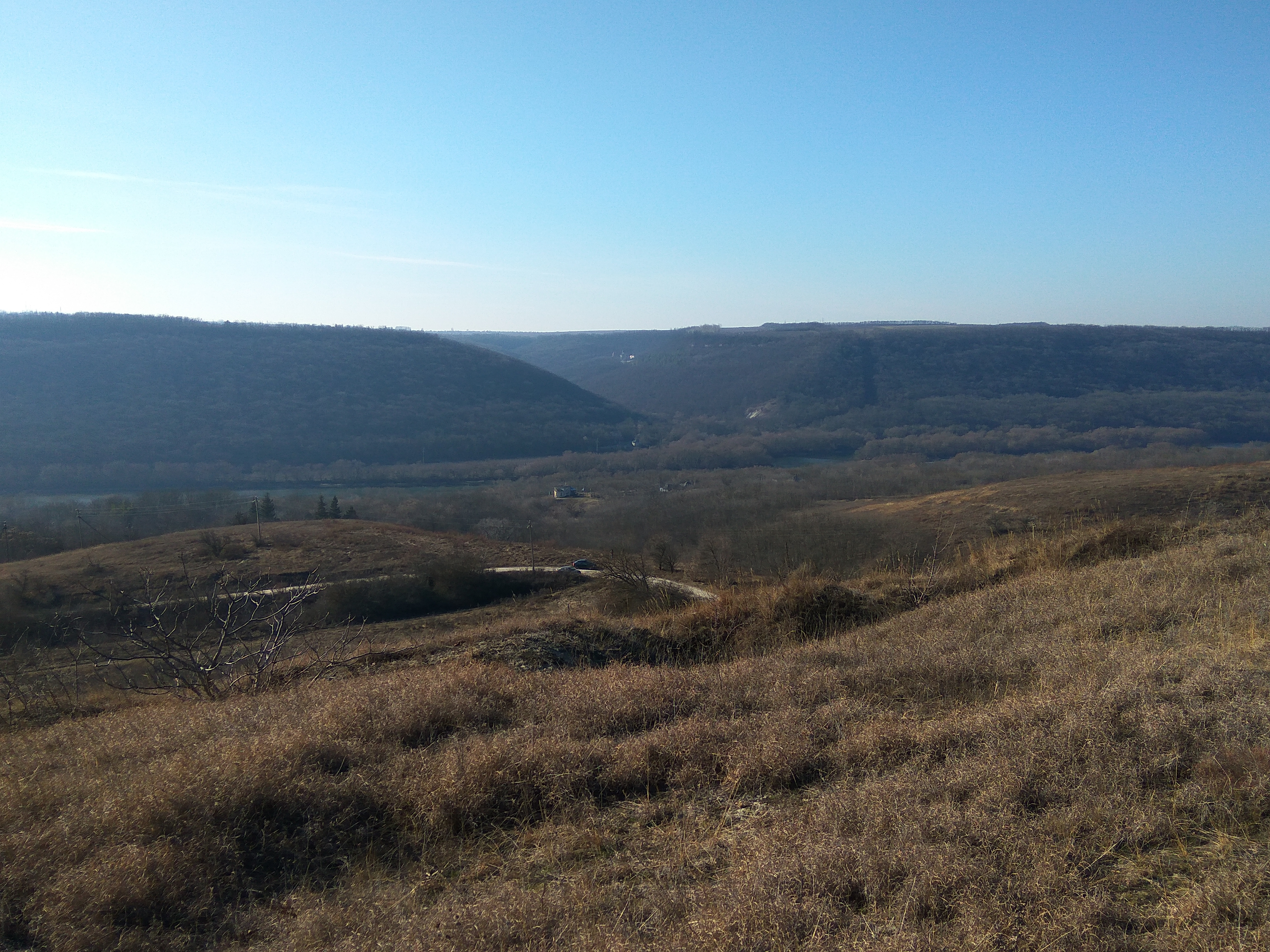
Краєвид
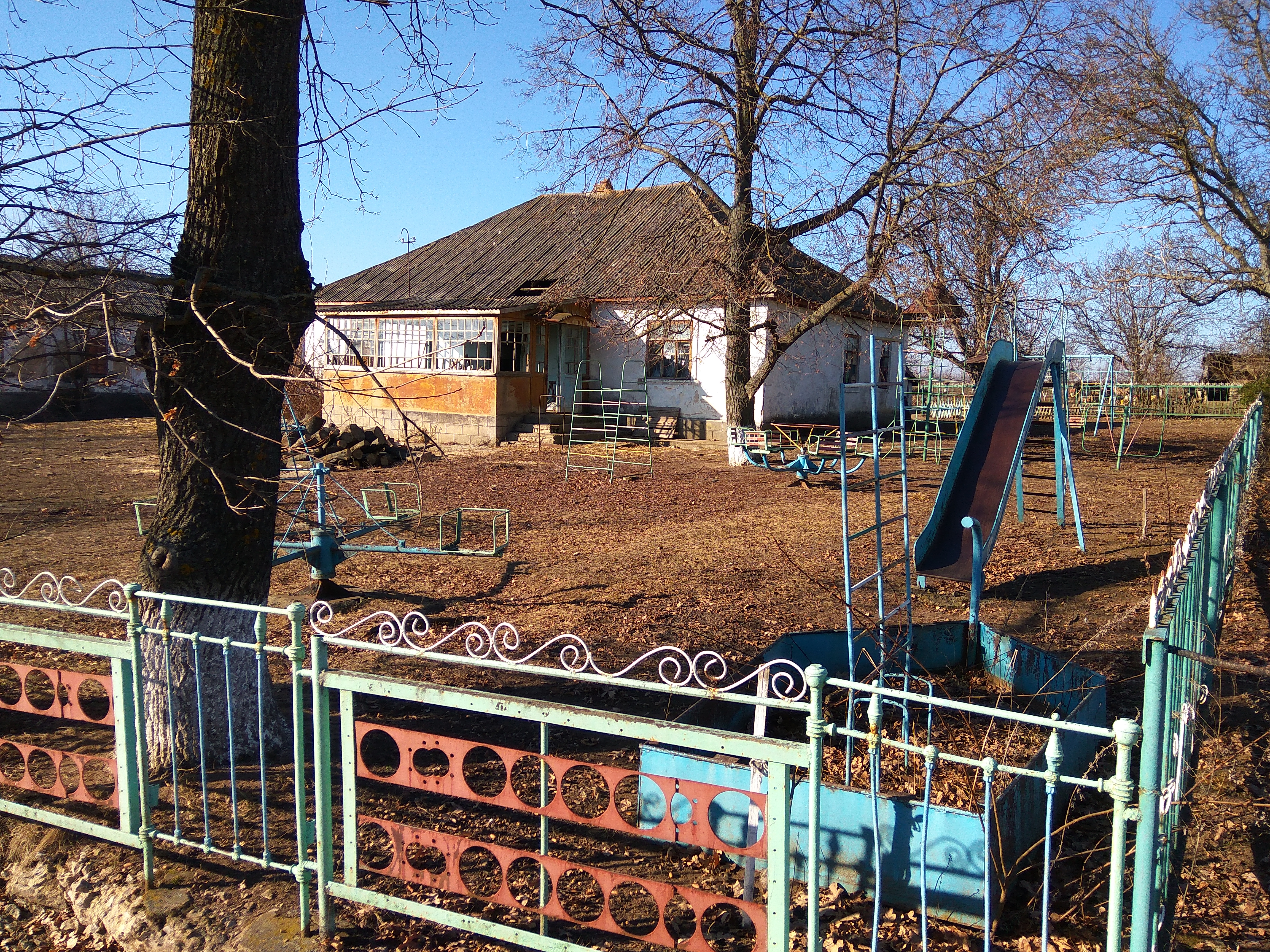
Дитячий садок
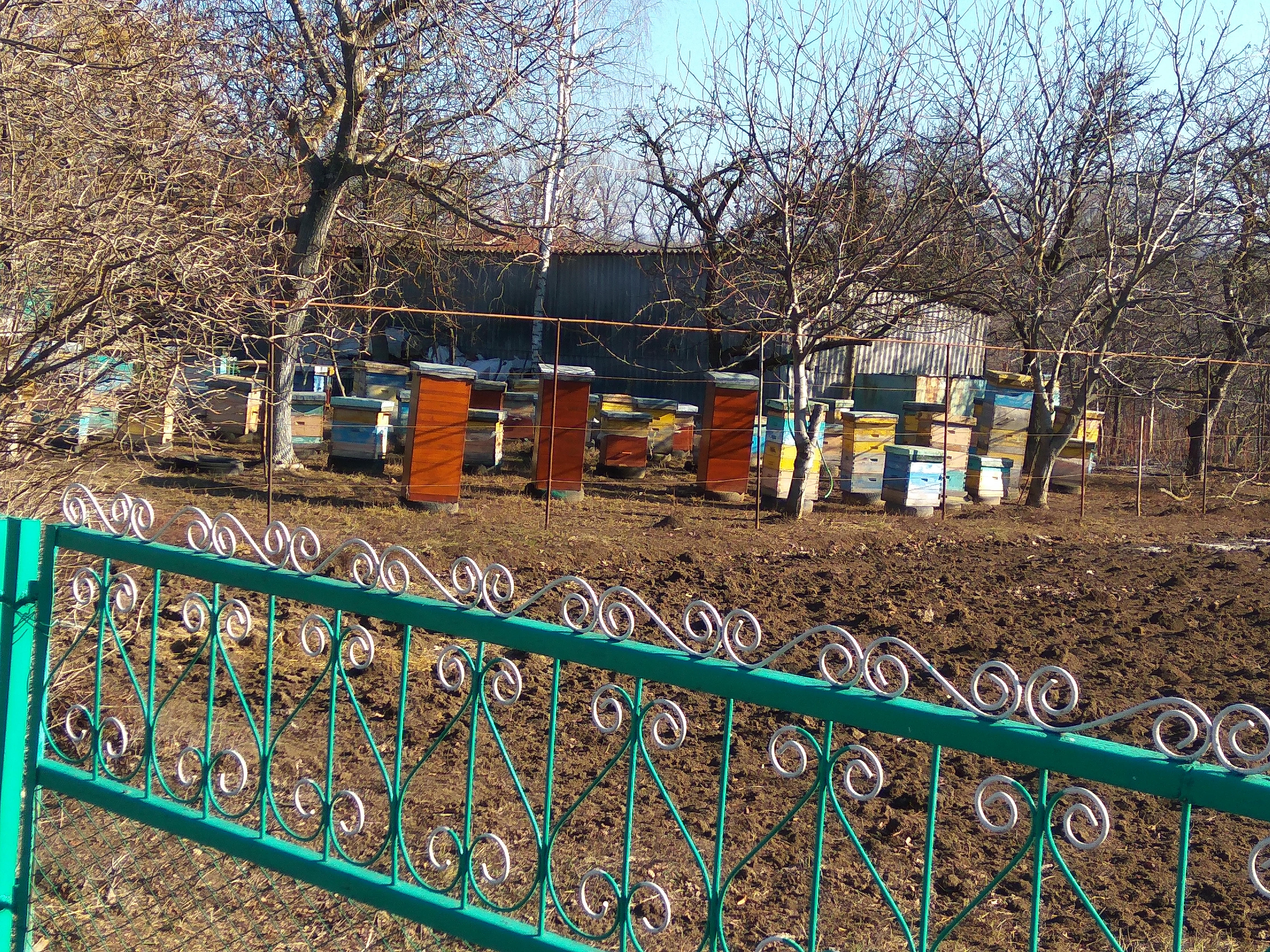
Пасіка в одному з домогосподарств